# Oligodon hamptoni
Oligodon hamptoni — вид змій родини полозових (Colubridae).

## Назва
Вид названо на честь натураліста Герберта Гамптона, який зібрав типовий зразок.

## Поширення
Ендемік М'янми. Трапляється в регіоні Сікайн та штаті Качин на висоті від 300 до 1500 м.

## Опис
Змія завдовжки до 54 см.